# 2007年朝韩首脑会晤
2007年朝韓首腦會晤（：／）於2007年10月2日至4日由大韓民國總統盧武鉉與朝鮮民主主義人民共和國最高領導人、朝鮮勞動黨總書記金正日在平壤會面。該會談是繼2000年兩國的最高領導人再次會面。在會面前，盧武鉉和夫人權良淑徒步越過三八線，成為首位跨過韓朝軍事分界線進入朝鮮國境的大韓民國總統。會後，兩國簽訂《北南關係發展與和平繁榮宣言》，同意將會召開峰會，或為韓戰正式結束簽署和約、隨時舉行南北首腦會晤和開發經濟合作項目等。因此，此會談又名為10.4南北首腦會談。

## 背景

### 提倡和落實會談
自2000年首腦會談後，南韓希望再次與北韓舉行會晤。在2004年12月，盧武鉉在青瓦台進行的記者會表示如果能夠進行會談，「無論時間和地點，我們都會隨時接受」。然而，北韓於2003年再次發展核武，加上在六方會談進入僵持狀態，令南北會談遙遙無期。然而，隨著北韓於2006年就無核化作出起步階段的協議，會談得以重回正軌。2007年1月，“韓國外交部長官宋旻淳指南北首腦會晤將有「很大機會」於年內舉行。一個月後，兩國舉行南北部長級會談。期間，韓國國家情報院院長金萬福向北韓官員提交要求秘密接觸的信函。7月29日，朝鮮勞動黨統一戰線部部長金養建回覆青瓦台，請求金萬福於8月2日和3日秘密訪問平壤。於是，金萬福以總統特使身份造訪北韓，商討首腦會談事宜。回國後，金萬福將討論結果告之盧武鉉，後者對此感到滿意，認為是舉行會談的時機並向平壤表示同意會談。
隨後，青瓦台於同年8月8日宣佈盧武鉉和金正日會於8月28日至30日期間在平壤舉行會談。同日，朝鮮中央通訊社也作出同樣的報導。8月18日，北韓發生嚴重的水災，平壤要求將會談押後，時間由青瓦台決定。最終，會談改於10月2日至4日進行。9月7日，青瓦台公佈會談的正式隨行人員名單﹕
- 副總理兼財政經濟部長官權五奎
- 副總理兼科學技術部長官金雨植
- 統一部長官李在禎
- 國防部長官金章洙
- 農林部長官任祥圭
- 保健福利部長官李炳圭
- 國家情報院長金萬福
- 總統政策室長卞良均
- 總統安保室室長白鐘天
- 總統警衛室室長廉相國
- 總統發言人千皓宣
- 總統禮賓秘書官吳相浩
- 總統安保政策秘書官趙明均

相比上一次的會談，南韓的正式隨行人員多了3人，部長級人員則多了一倍。另外，又設特別隨行人員49人，這些人分別來自商界、宗教、文化和女性等領域。

### 會談前的準備
為方便盧武鉉來到平壤，北韓同意南韓通過陸路到訪。在2000年的首腦會晤，南韓總統金大中須避免飛越北韓軍事分界線的上空，使得飛機要繞道從朝鮮半島以西的海域上空飛行。此外，為確保會談順利舉行，青瓦台先於9月18日和27日派出由35人組成的先遣隊到平壤進行實地考察，並確定正式會談期間的下榻酒店、會談場所和參觀地點等。此外，考察團還觀看了大型文藝演出《阿里郎》，以決定在正式會談時會否讓盧武鉉觀看該具政治宣傳意義的演出。同時，考慮到南韓代表團的工作需要，北韓會向代表團借出30部手提電話，但僅限於平壤市內使用。首腦會談的新聞中心設在首爾希爾頓酒店，會談的消息等均會在這兒發佈。另外，為迎接會談的到來，北韓重新舖設平壤和附近的道路，並在首都作佈置。

## 正式會談

### 第一天
會談於2007年10月2日至4日舉行，為期3天，盧武鉉率領300人的代表團到北韓首都平壤，這些人包括13名正式隨行人員、49名特別隨行人員、88名普通隨行人員、50名記者、98名工作人員和直播技術人員。10月2日首爾時間早上7時46分，盧武鉉於青瓦台發表演說，指是次會談的重點是「實現和平穩定和經濟發展」，又相信會談能為朝鮮半島和東北亞和平作出貢獻。隨後，盧武鉉乘坐專駕來到三八線。他在軍事分界線前下車，發表短講指分界線將朝鮮半島一分為二，為兩國人民帶來無盡痛苦，亦阻礙了半島的發展。故此，作為南韓總統他會跨過這條分界線，在他從平壤回來後，將有更多人能跨過這條分界線，於兩國往返，最終使分界線消失。語畢，他與第一夫人權良淑徒步越過三八線進入北韓國境，成為第一位跨過該分界線的南韓總統。盧武鉉獲朝鮮勞動黨統戰部副部長崔承哲迎接，然後重新登上專駕前往平壤。
中午12時，盧武鉉等人抵達平壤人民文化宮與北韓最高人民會議常任委員會委員長金永南會合，並轉乘開篷車前往4·25文化會館出席歡迎儀式。期間，獲數十萬當地民眾夾道歡迎。於歡迎儀式上，朝鮮勞動黨總書記金正日聯同內閣總理金英日、人民武力部部長金一哲、最高人民會議議長崔泰福、勞動黨中央書記局書記金基南、外務省第一副相姜錫柱、最高人民會議常任委員會副委員長金英大和女性同盟委員長朴順姬等恭候盧武鉉和權良淑。金盧二人握手，互相表示「很高興」見到對方，然後一同對空軍儀仗隊進行檢閱。歡迎儀式後，盧武鉉和夫人到百花園迎賓館下榻和享用午餐。
下午4時，盧武鉉與金永南於萬壽臺議事堂會面，盧於會面前在議事堂芳名錄上題字﹕「人民的幸福是人民主權的殿堂」。之後，兩國正式開始面談，南韓代表分別為盧武鉉、副總理兼財政經濟部長官權五奎、副總理兼科學技術部長官金雨植、統一部長官李在禎、國防長官金章洙、國情院院長金萬福、保健福利部長官李炳圭、農林部長官任祥圭和青瓦台政策室長金雨植。北韓的代表分別為勞動黨總書記金正日、內閣總理金英日、內閣副總理盧斗哲、內閣事務局參事權浩雄、朝鮮勞動黨統一戰線部副部長崔承哲、最高人民會議議長崔泰福、鐵道省長金勇三、陸海運省長羅東輝、保健省長崔昌植和農業省長李經植。雙方就之前已準備的議題進行討論，並對「和解和統一而實現的方案」交換意見。會談時間原定為一小時，於5時結束卻超時，因此原來計劃參觀三大革命展示館的行程被取消。
晚上7時，盧武鉉到木蘭館出席歡迎晚宴，金正日並沒有參與其中，招待任務交由金永南負責。金永南於晚宴對出席者表示南北兩國於7年前向世人展示了民族統一意志的決心，南北共同宣言則是民族團結、統一和繁榮的「共同紀念碑」﹔要進一步改進兩國關係，解決統一問題，「今天就是開端」。盧武鉉則強調經濟合作，稱兩國若能善用彼此的優點，逐步擴大開城工業地區等合作據點，就會成為南北雙方的利益，最終也可以發展為經濟共同體。晚宴最終進行了2小時10分鐘，盧武鉉隨後返回百花園迎賓館休息。

### 第二天
會談的次日會舉行兩輪的首腦會談，主題是「南北共同繁榮、朝鮮半島和平、和解及統一」。首輪首腦會談原在上午10時展開於百花園迎賓館展開，但最終提前了26分鐘。參與會談的南韓代表除盧武鉉外，還有權五奎、李在禎、金萬福和白鐘天﹔北韓代表為金正日和金養建。這輪會談於上午11時45分結束，按平壤的要求，雙方均不得透露對話的內容。儘管如此，青瓦台發言人千皓宣指兩國首腦「進行了深入的討論」。另一方面，盧武鉉之前選取的49人特別隨行人員分別於人民文化宮和萬壽臺議事堂與北韓官員進行政治、經濟、文化和學術等7個領域的特別會談。在特別會談完結後，特別隨行人員參觀平壤金元均音樂大學、萬壽臺創作社及三大革命展示館 。至於第一夫人權良淑，她則與北韓官員的陪同一到訪朝鮮中央歷史博物館和高麗醫科學院。
中午，盧武鉉於玉流館用膳。然後於下午2時半繼續進行第二輪的首腦會談，金正日一度要求盧武鉉多留在平壤一天，然後又在個半小時後收回其言論。雖然多留一天的要求最後沒有達成，但兩國領導人在會談中還是達到共識，討論成果將於明日公佈。千皓宣亦解釋由於雙方已「充分地對話」，故不延長日程「也沒關係」。晚上8時，盧武鉉和金永南一起到綾羅島5月1日競技場觀看《阿里郎》表演，金正日並沒有到來。這個節目原定是在7時半舉行，但因降雨而延遲。表演結束後，盧武鉉設宴回謝北韓連日來的招待。晚宴於10時10分在人民文化宮進行，盧武鉉對金正日的招待表示感謝，又指通過此次會談，再次感受到信賴的重要性，同時強調「經濟合同體」是確保朝鮮半島和平的方法。

### 第三天
這天的日程為參觀、共同植樹和發報會談成果宣言。上午8時，盧武鉉等人於平壤出發，造訪位於南浦市的平和自動車工廠，該汽車製造商是南北韓企業聯營的。在車廠逗留了20分鐘後，眾人到訪防坡堤西海水閘 。於這兒，盧武鉉題字﹕「人民是偉大的」。下午1時，盧武鉉已返回平壤百花園迎賓館以公佈會談的成果及與金正日簽訂《北南關係發展與和平繁榮宣言》。根據宣言，兩國同意﹕
1. 南北韓堅持《6•15共同宣言》，並積極地體現出來。
2. 南北韓決定超越思想和制度的差異，以相互尊重和信賴關係來實現南北關係。
3. 南北雙方決定結束軍事敵對關係，並為緩和韓半島的緊張局勢和和平，緊密合作。
4. 南北雙方一致認為，應結束目前的停戰體制，並建立永久的和平機制，與此同時，直接相關的三方或四方首腦在韓半島地區會面，為推進宣佈戰爭結束的問題，將進行合作。
5. 南北韓為實現民族經濟的均衡發展和共同繁榮，決定把經濟合作事業積極發展，並持續擴大發展。
6. 南北韓決定，為發揚民族悠久的歷史和優秀文化，發展歷史、語言、教育、科學技術、文化藝術、體育等社會文化領域的交流與合作。
7. 南北雙方決定積極推進人道主義合作事業。
8. 南北雙方決定，在國際舞台上加強對民族利益和海外同胞的權利和利益的合作。

此外，兩國還會「在互利共榮和互通有無的原則下」繼續擴大和發展經濟合作，謀求民族經濟的均衡發展和共同繁榮﹔建立包 海州地區在內的「西海和平合作特區」，並加快開城工業區的開發，在安邊郡和南浦市建立造船合作園區，同時推進農業、醫療衛生、環境保護等領域的合作﹔將現有的「北南經濟合作促進委員會」升格為副總理級的「北南經濟合作共同委員會」﹔利用西海線鐵路運送聯合啦啦隊參加2008年北京奧運會﹔擴大南北離散家族重聚，推動音像和信件的交換，在金剛山會面所落成後開展正常的離散家屬會面。 
接著，盧武鉉聯同夫人權良淑與金永南在朝鮮中央植物園培種松樹，以紀念是次南北韓首腦會談。這棵樹種在由北韓白頭山（長白山）和南韓漢拿山的混合泥土中，灌溉水則來自北韓長白山天池和南韓濟州島白鹿潭 。下午4時50分，盧武鉉出席在人民文化宮舉行的歡送儀式，結束為期3天的訪問。金永南與崔泰福、金英日、朴順姬等送別南韓代表團。盧武鉉隨後乘坐專車離開平壤，當地市民在歡迎這名南韓總統時高呼「我們的願望是統一」以及「我們是一體」等口號。晚上7時30分，盧武鉉到訪開城工業地區，這是他在北韓的最後一站。在這兒，他肯定工業城的經濟成就，並稱該處為「南北一體」的象徵。同時，他相信工業城會取得成功。晚上9時，盧武鉉離開北韓國境，返回南韓都羅山，正式結束與北韓的首腦會談。

## 後續
為解決《南北關係發展與和平繁榮宣言》的細節和討論其履行方案，韓國國務總理韩悳洙與金英日於2007年11月14日起在首爾舉行為期三天的南北總理會談。兩國就鐵路、道路和醫療等方面的合作達成共識，並簽訂《南北總理會談協議》、《關於西海和平合作特區促進委員會的協議》和《關於設立和運營南北經濟合作共同委員會的協議》。同年11月27日，兩國事隔7年後再次舉行將軍級軍事會談。雙方就設立共同捕魚區及和平水域進行討論，但因未能達到一致共識而沒有簽署共同文件。然而，隨著隸屬保守派的李明博於12月的總統大選勝出改變了朝鮮半島局勢。李明博認為金大中和盧武鉉兩名進步派的前總統對北韓的立場過於溫和，故決定終止陽光政策 。這直接導致兩國關係急速惡化，北韓官媒《勞動新聞》指李明博的決定「給民族帶來了失望」。作為回應，北韓先後於2008年3月27日將開城工業地區內的南北交流合作辦公室的韓方官員驅逐出境，接著在第二天在西海試射導彈。同年3月29日，北韓軍方宣佈中斷南北對話，而原定於奧運會開幕禮中在統一旗下共同進場的計劃也告吹。2010年，北韓接連發動天安號事件和延坪島炮擊事件，令南北韓關係更為緊張。
2012年10月8日，自由韓國黨議員鄭文憲在國會中宣稱盧武鉉在2007年南北韓首腦會談期間對金正日表示願意放棄北方界線，引起政界嘩然。為向公眾交代，大韓民國國家情報院於2013年6月24日決定公開原屬兩級機密的對話內容，並強調有關盧武鉉放棄北方界線的言論「是捏造和歪曲的」。11月17日，經檢察機關查核下，證實盧武鉉並未有提到北方界線的言論。翌年12月，鄭文憲被首爾中央地方法院起訴，終被罰款1000萬韓元。青瓦台公開會談的對話內容引起平壤的不滿，祖國和平統一委員會於2013年6月27日發表緊急聲明譴責南韓政府的做法，又認為這是侮辱和嚴重挑釁，朝鮮人民軍和人民是不會容忍南韓政府此次的妄動。此後，南北韓首腦會談再未曾舉行過，直至2018年才舉行第三次的會面。

## 報導和評論
韓國放送公社組織了採訪車隊直播盧武鉉由青瓦台出發到跨越三八線的過程。公社的記者在取得北韓的許可下暫時越過北方界線，在完成拍攝後隨即返回南韓邊界。美國有線電視新聞網除了播出這畫面外，還轉播了金正日於人民文化宮迎接盧武鉉的場面。北韓方面，朝鮮中央電視台與2000年的首腦會談一樣，均未對會談作直播，只作錄像報導。在會談的首天，朝鮮中央電視台晚上播出盧武鉉和夫人橫跨三八線以及兩國領導人在人民文化宮會見的場面。在日本朝鮮人總聯合會發行的《朝鮮新報》指北韓民眾下班後即急不及待的回家收看有關會談的報導，該會談亦成為他們的共同話題。另一方面，《勞動新聞》於會談首天並沒有作出任何的關於兩國領導人會面的消息，但在翌日用四版中的三版報導此事，封面的標題為「盧武鉉總統訪問平壤，偉大的領導者金正日同志迎接了盧武鉉總統」，並且強調首腦們會以「南北共同宣言」和「我們民族之間」的精神為基礎，進一步擴大北南關係，開創朝鮮半島的和平與民族共同的繁榮、祖國統一的新局面。此後，《北南關係發展與和平繁榮宣言》得到北韓宣佈機關的認同，稱它為朝鮮半島帶來了「自主統一的新局面」。
會談提高了盧武鉉低迷的民望。CBS廣播公司與調查機構Realmeter於會談期間訪問670名成年公民，結果顯示盧武鉉的支持率由上週的21.5%跳升至30.7%。不過，大國家黨總統候選人李明博對會談成果感到不滿，批評盧武鉉「做出有可能成為負擔的經濟援助承諾」是不合適的，又認為南韓應對北韓採取更強硬的政策。在國際方面，聯合國對會談成果表示歡迎，時任秘書長潘基文認為宣言的發表是增強南北韓合作，推進朝鮮半島和東北亞地區和平與穩定的重要一步。中華人民共和國外交部指會談已達到「積極成果」，並相信這將有助於半島的和平進程。美國則把重點放於朝鮮半島無核化，白宮對南北首腦簽署共同宣言「感到非常高興」，但希望北韓履行其解決核問題的承諾。

## 資料來源
1. 1 2 3  . CCTV.com. 2007-02-10  [2018-05-15]. （原始内容存档于2018-05-24）.
2. ↑  . 自由亞洲電台. 2004-04-26  [2018-05-15]. （原始内容存档于2016-09-09） （韩语）.
3. 1 2 3  . 紐約時報. 2018-04-26  [2018-05-15]. （原始内容存档于2018-05-06） （英语）.
4. ↑  . China.cn. 2007-10-03  [2018-05-15]. （原始内容存档于2013-06-20）.
5. ↑  . 自由亞洲電台. 2007-01-03  [2018-05-15]. （原始内容存档于2016-09-08） （韩语）.
6. 1 2 3  . 中央日報. 2007-10-01  [2018-05-15]. （原始内容存档于2018-05-24） （韩语）.
7. ↑  . 統一部. 2007-08-08  [2018-05-15] （韩语）.[]
8. 1 2  . 朝鮮日報. 2007-08-08  [2018-05-15]. （原始内容存档于2016-03-05） （韩语）.
9. ↑  . 朝鮮日報. 2007-08-18  [2018-05-15]. （原始内容存档于2017-12-01） （韩语）.
10. 1 2  . 韓國之聲. 2007-09-07  [2018-05-15]. （原始内容存档于2018-05-24） （韩语）.
11. ↑  . NEWSNJOY. 2007-09-22  [2018-05-15]. （原始内容存档于2018-05-24） （韩语）.
12. ↑  . KUKINEWS. 2007-08-09  [2018-05-15]. （原始内容存档于2018-05-24） （韩语）.
13. ↑  . China.cn. 2007-09-17  [2018-05-15]. （原始内容存档于2018-05-24）.
14. 1 2 3  . CCTV.com. 2007-09-25  [2018-05-15]. （原始内容存档于2018-05-24）.
15. ↑  . China.cn. 2007-08-14  [2018-05-15]. （原始内容存档于2018-05-24）.
16. ↑  . CCTV.com. 2007-09-27  [2018-05-15]. （原始内容存档于2020-01-24）.
17. ↑  . Knowhow. 2007-10-02  [2018-05-15]. （原始内容存档于2019-01-15） （韩语）.
18. 1 2 3 4  . 統一新聞. 2007-10-02  [2018-05-15]. （原始内容存档于2019-06-12） （韩语）.
19. ↑  . 世界報. 2007-10-02  [2018-05-15]. （原始内容存档于2019-06-09） （韩语）.
20. 1 2 3 4  . 統一新聞. 2007-10-02  [2018-05-15]. （原始内容存档于2020-10-18） （韩语）.
21. ↑  . Ohmynews. 2007-10-04  [2018-05-15]. （原始内容存档于2019-06-09） （韩语）.
22. ↑  . 統一新聞. 2007-10-03  [2018-05-15]. （原始内容存档于2019-06-03） （韩语）.
23. ↑  . 統一新聞. 2007-10-03  [2018-05-15]. （原始内容存档于2019-06-03） （韩语）.
24. ↑  . CCTV.com. 2007-10-03  [2018-05-15]. （原始内容存档于2020-01-31）.
25. ↑  . CCTV.com. 2007-10-03  [2018-05-15]. （原始内容存档于2020-01-27）.
26. ↑  . 韓國人民日報. 2007-10-03  [2018-05-15]. （原始内容存档于2019-06-01） （韩语）.
27. ↑  . Onmynews. 2007-10-03  [2018-05-15]. （原始内容存档于2018-04-27） （韩语）.
28. ↑  . 朝鮮日報. 2007-10-03  [2018-05-15]. （原始内容存档于2017-10-04） （韩语）.
29. ↑  . 統一新聞. 2007-10-03  [2018-05-15]. （原始内容存档于2019-06-01） （韩语）.
30. ↑  . 統一新聞. 2007-10-03  [2018-05-15]. （原始内容存档于2018-05-24） （韩语）.
31. ↑  . 統一新聞. 2007-10-03  [2018-05-15]. （原始内容存档于2019-06-09） （韩语）.
32. ↑  . 東亞新聞. 2007-10-03  [2018-05-15]. （原始内容存档于2019-06-08） （韩语）.
33. ↑  . 統一新聞. 2007-10-03  [2018-05-15]. （原始内容存档于2019-06-05） （韩语）.
34. ↑  . CCTV.com. 2007-10-03  [2018-05-15]. （原始内容存档于2020-01-27）.
35. ↑  . CCTV.com. 2007-10-03  [2018-05-15]. （原始内容存档于2020-02-03）.
36. 1 2  . NEWSNJOY. 2007-10-04  [2018-05-15]. （原始内容存档于2018-05-24） （韩语）.
37. ↑  . 韓民族日報. 2007-10-04  [2018-05-15]. （原始内容存档于2017-10-14） （韩语）.
38. 1 2 3  . 統一新聞. 2007-10-04  [2018-05-15]. （原始内容存档于2019-06-03） （韩语）.
39. ↑  . CCTV.com. 2007-10-04  [2018-05-15]. （原始内容存档于2020-01-27）.
40. ↑  . 統一新聞. 2007-10-04  [2018-05-15]. （原始内容存档于2019-06-09） （韩语）.
41. ↑  . 統一新聞. 2007-10-04  [2018-05-15]. （原始内容存档于2019-06-09） （韩语）.
42. ↑  . 統一新聞. 2007-10-04  [2018-05-15]. （原始内容存档于2019-06-03） （韩语）.
43. ↑  . 民眾之聲. 2007-11-15  [2018-05-15]. （原始内容存档于2019-06-09） （韩语）.
44. ↑  . 韓國人民日報. 2007-11-27  [2018-05-15]. （原始内容存档于2019-06-04） （韩语）.
45. ↑  . 統一新聞. 2007-11-28  [2018-05-15]. （原始内容存档于2019-06-05） （韩语）.
46. ↑  . 統一新聞. 2008-12-27  [2018-05-15]. （原始内容存档于2008-12-26） （韩语）.
47. ↑  . DailyNK. 2008-02-25  [2018-05-15]. （原始内容存档于2019-06-29） （韩语）.
48. 1 2  . 韓國之聲. 2008-10-17  [2018-05-15]. （原始内容存档于2019-06-05） （韩语）.
49. ↑  . Pokronews.com. 2015-10-02  [2018-05-15]. （原始内容存档于2016-03-07） （韩语）.
50. ↑  . Pressian. 2013-06-24  [2018-05-15]. （原始内容存档于2018-05-24） （韩语）.
51. ↑  . 京鄉新聞. 2013-11-17  [2018-05-15]. （原始内容存档于2019-08-21） （韩语）.
52. ↑  . 韓聯社. 2017-12-23  [2018-05-15]. （原始内容存档于2018-05-24） （韩语）.
53. ↑  . 中國日報. 2013-06-27  [2018-05-15]. （原始内容存档于2020-08-18）.
54. 1 2  . 每日廣播. 2018-04-19  [2018-05-15]. （原始内容存档于2019-06-04） （韩语）.
55. ↑  . 首爾和平壤新聞. 2018-04-19  [2018-04-27]. （原始内容存档于2019-06-12） （韩语）.
56. 1 2  . 民眾之聲. 2007-10-04  [2018-04-27]. （原始内容存档于2019-06-06） （韩语）.
57. ↑  . 中央日報. 2007-10-04  [2018-04-27]. （原始内容存档于2019-06-16） （韩语）.
58. ↑  . 韓國新聞. 2007-10-03  [2018-04-27]. （原始内容存档于2019-01-17） （韩语）.
59. ↑  . 勞動新聞. 2011-10-04  [2018-05-15]. （原始内容存档于2017-09-08） （韩语）.
60. ↑  . Nocut News. 2007-10-04  [2018-05-15]. （原始内容存档于2017-09-08） （韩语）.
61. ↑  . 韓民族報. 2007-10-04  [2018-05-15]. （原始内容存档于2017-09-08） （韩语）.
62. ↑  . CCTV.com. 2007-10-05  [2018-05-15]. （原始内容存档于2018-05-25）.
63. ↑  . CCTV.com. 2007-10-04  [2018-05-15]. （原始内容存档于2018-05-25）.
64. ↑  . CCTV.com. 2007-10-05  [2018-05-15]. （原始内容存档于2018-05-25）.